# Pałac w Kłobukowicach
Pałac w Kłobukowicach – eklektyczny pałac znajdujący się w Kłobukowicach, w powiecie częstochowskim. Oprócz pałacu w parku znajduje się stary spichlerz (pozostały mury) i budynek, gdzie kiedyś mieszkała dworska służba.

## Historia
Majątek i pałac zakupił od hrabiów Skarbków Edward Reszke. Bracia Jan i Edward Reszkowie, światowej sławy śpiewacy operowi byli także właścicielami majątków w Skrzydlowie, Garnku i Borownie. W ich posiadłościach gościli, m.in. marszałek Edward Rydz-Śmigły, prezydent Warszawy Stefan Starzyński czy generał Józef Haller. Od roku 1922 pałac należał do córki Edwarda Reszke - Janiny, która wyszła za mąż za pułkownika Adama Nieniewskiego (według innych źródeł Jan zapisał majątek w Kłobukowicach i Skrzydlowie bratanicy Emilii). Nieniewscy w latach 30. XX wieku przekazali posiadłość w dzierżawę, a potem na własność miastu Częstochowa. Służyć miał on wypoczynkowi letniemu dzieci. Szczególnie przydatny okazał się w czasie II wojny światowej: po powstaniu warszawskim trafiło tu około dwóch tysięcy dzieci uciekających ze zniszczonej stolicy. Mieszkali tu także profesorowie stołecznych uczelni.
Po upaństwowieniu tego społecznego majątku istnieje tutaj najpierw szkoła, a następnie sierociniec. Teren przejęła zaś Rolnicza Spółdzielnia Produkcyjna, a później Państwowe Gospodarstwo Rolne z Małusów Wielkich. W 1989 roku pałac został skomunalizowany i sprzedany przez gminę Związkowi Młodzieży Wiejskiej. ZMW próbował zbudować tutaj reprezentacyjny kompleks wypoczynkowy, oraz siedzibę Uniwersytetu Ludowego. Rozpoczęte z rozmachem prace załamały się w 1991 roku i od tej pory stoją niedokończone obiekty (hotel, restauracja). Wśród nich spichlerz, który przy tej okazji został częściowo odbudowany i zabezpieczony (miał stanowić salę bankietową i piwiarnię w kolebkowo sklepionej, obszernej piwnicy). W 2004 roku pałac za ponad milion złotych kupiła rodzina Marszałków będąca wówczas właścicielami jednego z salonów sprzedaży samochodów w Częstochowie, która zamierzała w nim urządzić ośrodek szkoleniowo-konferencyjny, jednak z planów remontowych podobnie jak w latach 90. XX wieku nic nie wyszło. Od początków XXI wieku pałac stopniowo popadał w ruinę, część drewnianych stropów uległa zawaleniu, pozostałe w budynku wyposażenie wnętrz zostało rozkradzione lub zniszczone. W 2023 roku pałac wraz z parkiem został wystawiony na licytację komorniczą. Nowym właścicielem został Ryszard Kaczorowski. W drugiej połowie 2024 roku rozpoczęły się prace mające na celu zabezpieczenie budynków przed dalszymi zniszczeniami i dewastacją, wybudowano ogrodzenie o długości ponad 700 metrów połączone z dotychczas istniejącym, teren został częściowo oświetlony, wytyczono miejsca pod budowę nowych dróg i ścieżek. Obecnie na całym terenie trwają prace remontowo-budowlane.

## Architektura
XIX wieczny pałac wzniesiono w stylu eklektycznym - dopatrzeć się w nim można elementów nawiązujących zarówno do gotyku, jak i klasycyzmu czy renesansu. Obiekt składa się z trzech części. Do głównego, dwukondygnacyjnego budynku przylega szerszy – jednokondygnacyjny. Obydwa postawiono na planie prostokąta. Najbardziej efektowna jest ośmioboczna, czterokondygnacyjna wieża, umieszczona po wschodniej stronie pałacu; zwieńczono ją neogotyckim krenelażem. Łączna powierzchnia użytkowa budynku wynosi 495 m². Elewacje są boniowane. W sąsiedztwie pałacu zachował się solidnie podpiwniczony XVIII-wieczny spichlerz o łącznej pow. 577 m² oraz dwukondygnacyjny budynek dla służby o łącznej pow. 677 m². 

## Park
W pozostałościach parku w stylu angielskim, schodzącego ku brzegowi Warty, o prawie dziesięciohektarowej powierzchni rosną ogromne lipy, kasztanowce i jawory. Od początku XXI wieku stopniowo zarastający dziką roślinnością i popadający w zapomnienie, aż do przejęcia terenu przez nowego właściciela w 2024 roku kiedy to został uporządkowany, usunięto dziką roślinność, wyrównano teren, częściowo zasiano trawniki i wybudowano staw. Obecnie trwają  prace dążące do przywrócenia dawnej świetności temu miejscu.